# Хайдарабад (княжество)
Хайдарабад — самое большое по площади «туземное княжество» в составе Британской Индии. Занимало 212 тыс. км² в самом сердце Декана. Население в 1951 году превышало 18 млн человек. Основное население — телугу, маратхи и каннара. Столица — Хайдарабад (название происходит от Хайдар — имени жены правителя Хайдарабадского княжества, основавшего город).
Хайдарабадское княжество во главе с низамом исламского вероисповедания образовалось при распаде империи Великих Моголов в 1724 году. В культурно-историческом отношении являлось правопреемником султаната Голконда (1518—1687). За 430-летнюю историю независимости султаната и княжества страной правили последовательно две мусульманские династии — Кутуб-шахи, один из которых по соседству с развалинами Голконды основал в 1589 году город Хайдарабад, и Азаф-шахи. При этом весь период существования Хайдарабадского княжества при мусульманских правителях большинством населения страны всегда был индуистский народ маратхи.
В 1798 году Британская Ост-Индская компания вынудила низама подписать «субсидиарный договор», согласно которому княжество утратило права на ведение внешней политики и самооборону. Под британским управлением Хайдарабад претерпел несколько административно-территориальных преобразований.
В связи с тем, что в 1857 году во время восстания сипаев Хайдарабад не поддержал повстанцев, княжество получило от Великобритании официальный статус «верного союзника».
Хайдарабад был единственным из княжеств Британской Индии, который располагал собственным банком. Хайдарабадская рупия (т. н. «Османия Sicca») чеканилась до 1947 года и вышла из обращения лишь в 1959 году.
В 1937 году американский журнал «Тайм» назвал последнего низама Хайдарабадского княжества Осман Али Хана (седьмого Асаф Джаха) одним из самых богатых на тот момент людей мира.
В годы Второй мировой войны правитель Хайдарабада Осман Али Хан подарил несколько эсминцев для британского и австралийского ВМФ. Одним из них был эсминец «Низам».

## Присоединение к Индии
При распаде Британской Индии низам Асаф Джах VII подумывал о провозглашении самостоятельности своих преимущественно мусульманских владений либо включении их в состав Пакистана. Во избежание такого сценария в Хайдарабад в 1948 году были введены индийские войска. После нескольких дней военных действий низам принял решение о капитуляции. Низаму было гарантировано сохранение богатств и недвижимости, а также назначена пенсия, после чего он подписал договор о вхождении Хайдарабада в Индийский Союз. Княжество было преобразовано в штат Хайдарабад.